# 沢田保富
沢田 保富（さわだ やすとみ、1890年（明治23年）11月29日 - 1947年（昭和22年）3月25日）は、大日本帝国陸軍軍人。最終階級は陸軍中将。功三級

## 経歴
1890年（明治23年）に愛媛県で生まれた。陸軍士官学校第25期、陸軍大学校第37期卒業。1937年（昭和12年）に関東軍野戦鉄道司令部附となり、1938年（昭和13年）3月に陸軍歩兵大佐に進級した。同年7月には歩兵第62連隊長に転じ、日中戦争に出動。徐州に駐屯し、蘇北作戦などで指揮を執った。1940年（昭和15年）に留守第5師団参謀長を経て、1941年（昭和16年）に陸軍少将に進級と同時に第7歩兵団長に就任した。
1942年（昭和17年）に第2船舶輸送司令官に就任し、上海に赴任。1943年（昭和18年）に第5船舶輸送司令官となり、ダバオに転じる。1944年（昭和19年）4月に船舶兵団長を経て、10月に教育船舶兵団長に就任した。1945年（昭和20年）4月に陸軍中将に進級、宇品で終戦を迎えた。